# 淡海新市鎮
25°11′57.69″N 121°25′57.84″E / 25.1993583°N 121.4327333°E

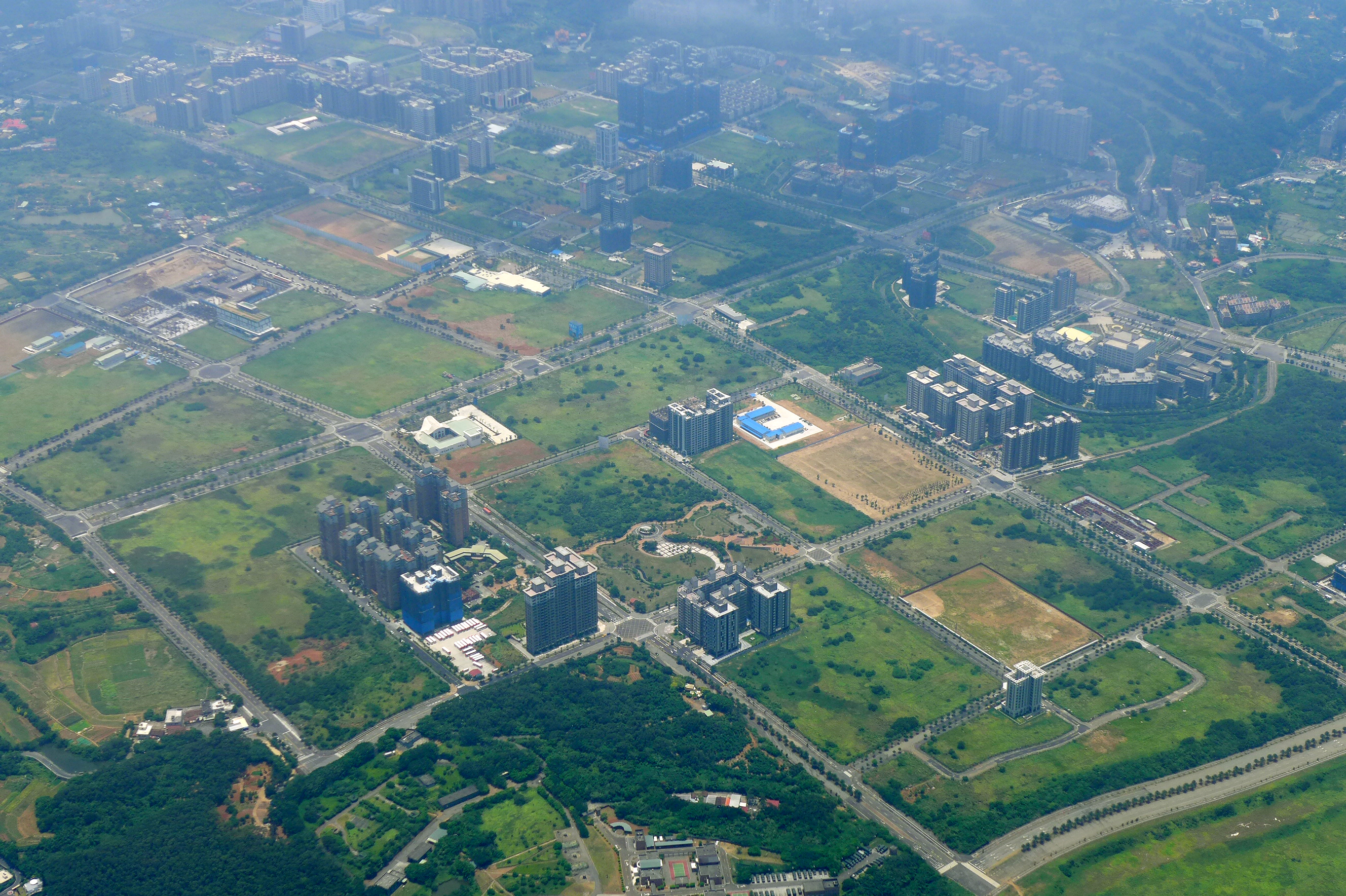
淡海新市鎮 (2015年6月)

淡海(水)新市鎮位於臺灣新北市淡水區北端，全區共計1,759公頃。

## 背景
內政部營建署為紓解台北都會區中心都市成長壓力，配合土地儲備制度，解決都會區住宅不足及房價飆漲問題，並樹立都市發展典範規劃，於1992年（民國81年）以淡水為特定區域開發基地，在淡水都市計劃區北側的沙崙、港子平、公司田、崁頂、埤島、林子街等農業規劃出1,756公頃土地，作為淡海新市鎮範圍（南北以台二號省道之二號橋與九號橋為界，西至台灣海峽，東至淡水區水源國小），原計畫年期為25年（自1990年起至2014年止），計畫容納人口為30萬人。同時將此大規模計劃納入「六年國建」中。1994年4月淡海新市鎮特定區計畫第一期工程開始動工，但2006年6月行政院經濟建設委員會決議停止淡海新市鎮的後續開發，僅完成第一期工程中第一開發區及第二開發區共約446公頃之土地徵收、整地、道路公共設施，以及興建六百戶的示範國宅。行政院經建會決議停止後續開發後，並一併縮小淡水新市鎮範圍至目前已完成整地之446公頃土地，預估人口也從原先的30萬人下修至13萬人。。因為其人口移入未達預期，實際淡海新市鎮的零售店鋪上集中在中山北路、新市一路圍成的東南角區域，第二期開發程度亦低，發展相對不均衡。

## 開發情形
依據內政部營建署原規畫，淡海新市鎮土地使用分區包含住宅區、中心商業區、海濱商業區、鄰里商業區、產業專用區、政商混合區、行政區、醫療專用區、藝術文化專用區、車站專用區、保存區、海濱遊憩區、河川區、高爾夫球場專用區等，生活機能完整。但由於歷任政府在建設推動過程決策草率、反覆與政策沒有持續性等弊端，造成淡海新市鎮發展一度遲滯，甚至停擺，情況直到2010年後始改觀。期間，監察院曾經為此發出糾正案予時任行政院長的民進黨籍張俊雄，其糾正案函復文如下：「糾正淡海及高雄新市鎮開發，未能充分考量台灣地區住宅空餘戶與房地產供需過剩情形，適時因應調整修正執行計畫及財務計畫，致計畫大而不當，不切實際等疏失案查處情形。」

#### 淡海新市鎮開發概況
為紓解台北都會區中心都市成長壓力，配合土地儲備制度，解決都會區住宅不足及房價飆漲問題，並樹立都市發展典範；本署於民國八十一年奉示執行淡海新市鎮之開發，其間「淡海及高雄新市鎮開發執行計畫」、「淡海新市鎮開發財務計畫」及「修訂淡海新市鎮開發執行計畫」等陸續報奉行政院核定作為開發之依據。
一、計畫概要
㈠計畫範圍及位置：
位處台北都會區之西北隅，屬於新北市淡水區行政轄區內，緊鄰淡水都市計畫區北側，南、北以台2省道之2號橋與9號橋為界，西至台灣海峽，東至淡水區水源國小，計畫面積1,748.75公頃。
㈡計畫年期：至民國125年止。
㈢計畫人口：30萬人。
㈣土地使用分區規劃：
有住宅區、中心商業區、海濱商業區、鄰里商業區、產業專用區、政商混合區、行政區、醫療專用區、藝術文化專用區、車站專用區、保存區、海濱遊憩區、河川區、高爾夫球場專用區等。
二、開發情形：
㈠開發方式：全區分為二期四區開發，採區段徵收方式辦理。
⒈已開發地區（第一期發展區第一、二開發區）：已完成區段徵收開發，面積計446.02公頃。
⒉後期發展地區：第二期發展區第一開發區面積約662.36公頃。第二期發展區第二開發區面積約505.26公頃。
㈡開發進度：已辦理第一期發展區第一、二開發區，合計面積446.02公頃土地之開發，佔全新市鎮總面積之25.51％。 (466.02/1,748.75=25.51％)
㈢公共工程建設：
⒈已竣工結案工程：
⑴淡海新市鎮綜合示範社區拆遷戶安置住宅新建工程、整地工程、海堤工程、造地工程。
⑵淡海新市鎮綜合示範社區第一～四區公共工程、「囊底路、地下配電場及號誌、標誌工程」。
⑶淡海新市鎮綜合示範社區公廿二廿三公園新建工程。
⑷淡海新市鎮綜合示範社區拆遷戶住宅周圍兩街廓道路景觀工程。
⑸淡海新市鎮綜合示範社區一期二區公共工程。
⑹淡海新市鎮綜合示範社區公共工程第三區改善工程。
⑺九○砲陣地微波站軍事設施遷建後之後續公共工程。
⑻淡海新市鎮綜合示範社區全區喬木植栽種植工程。
⑼公司田排水下水道幹線第一期整建工程。
⑽公司田排水下水道幹線第二期整建工程。
⑾綜合示範社區全區臨時性人行道簡易鋪面工程及路燈、號誌、標誌第二期工程。
⑿淡海新市鎮一期二區臨時人行道舖面工程、植栽綠化、路燈及號誌工程。
⒀淡海新市鎮一期二區自來水及瓦斯專用區整地工程。
⒁淡海新市鎮綜合示範社區RD1-2、RD2-1及RD6-2計畫道路銜接工程。
⒂淡海新市鎮綜合示範社區及一期二區之維護管理。
⒃淡海新市鎮綜合示範社區一期二區公共工程之修繕及更新工程。
⒄淡海新市鎮特定區計畫第一期發展區第二開發區公司田段184地號增設4M道路工程。
⒅新北市三芝區港平營區遷建案甲種圍籬工程案。
⒉後續工程：淡水海軍發射台遷建工程。
㈣土地取得及處理：
⒈土地取得：透過撥用公地、填海造陸新生地、未登錄土地、徵收私有土地等方式取得土地面積446.02公頃。
⒉土地處理：分回抵價地面積104.61公頃、無償公共設施面積179.98公頃、拆遷戶安置住宅用地面積2.80公頃，剩餘可標（讓）售及有償撥用土地面積158.63公頃。

## 交通與環境
淡海新市鎮兼具山河海景觀，兼以淡水區原本濃厚的慢活、人文居住特質，其介於繁榮市區與低人口密度的三芝、石門、金山等，復能帶給住民平日工作、閒暇遊憩的均衡生活方式，由於這些難得特色，目前除了當地人移居需求外，淡海新市鎮已成為所謂的台北客(房地產界用以泛指平日以台北市區為生活、工作區域的中產階級居民)作為假日或近退休閑居階段的住宅選擇之一，遂使其中的新近建案也愈來愈強調景觀、休閒、慢活等居住特色(如湯泉國際的台北灣、甲山林的水公園等指標型建案)。由於新市鎮本身即屬中央層級管理，具有較大的發展腹地(相較於都市重劃區而言)與完整的土地空間規劃，以及都市計劃指標意義等因素，早年雖因交通政策配套不足而導致發展停滯十年，近年終因中央政府宣示開發與交通建設藍圖，以及房價基期相對於其他大台北生活圈相同通勤距離的林口鄉（今林口區）、汐止市（今汐止區）等地低等因素，逐漸為人重視。一般咸信，淡海新市鎮的成敗關鍵不在於生活品質，而在於交通相關建設，諸如台北港、淡江大橋、淡北道路、淡海輕軌、芝投公路等，都將決定其未來發展之潛力。

## 氣候
臨海最近1公里（濱海路），最遠3公里（淡金公路），夏季盛行風為西南風，冬季則為濕冷東北季風。淡水臨近之觀測站曾測得夏季全台最高溫攝氏37.9度（2007年），以及冬季平地全台最低溫攝氏4.8度(2011)記錄，帶給外界當地夏季酷熱、冬季潮濕酷寒的印象。但若比較淡水與台北市區近二十年氣候統計差異:
每月均溫統計(1981-2010)
(單位：攝氏度)
| 月份 | 地名 | 地名 |
| 月份 | 淡水 | 台北 |
| 1月  | 15.2 | 16.1 |
| 2月  | 15.6 | 16.5 |
| 3月  | 17.4 | 18.5 |
| 4月  | 21.1 | 21.9 |
| 5月  | 24.5 | 25.2 |
| 6月  | 26.9 | 27.7 |
| 7月  | 28.8 | 29.6 |
| 8月  | 28.6 | 29.2 |
| 9月  | 26.7 | 27.4 |
| 10月 | 23.7 | 24.5 |
| 11月 | 20.6 | 21.5 |
| 12月 | 16.9 | 17.9 |
| 平均 | 22.2 | 23   |
| ---- | ---- | ---- |

每月降水量統計(1981-2010)
(單位：毫米)
| 月份 | 地名   | 地名   |
| 月份 | 淡水   | 台北   |
| 1月  | 103.9  | 83.2   |
| 2月  | 174.8  | 170.3  |
| 3月  | 194.5  | 180.4  |
| 4月  | 179.3  | 177.8  |
| 5月  | 216.1  | 234.5  |
| 6月  | 243.4  | 325.9  |
| 7月  | 149.2  | 245.1  |
| 8月  | 202.9  | 322.1  |
| 9月  | 299.1  | 360.5  |
| 10月 | 173.9  | 148.9  |
| 11月 | 120.7  | 83.1   |
| 12月 | 97.6   | 73.3   |
| 合計 | 2155.4 | 2405.1 |
| ---- | ------ | ------ |

每月相對濕度統計(1981-2010)
(單位：百分比)
| 月份 | 地名 | 地名 |
| 月份 | 淡水 | 台北 |
| 1月  | 82.1 | 78.5 |
| 2月  | 84.1 | 80.6 |
| 3月  | 83.4 | 79.5 |
| 4月  | 81.7 | 77.8 |
| 5月  | 80.3 | 76.6 |
| 6月  | 81.1 | 77.3 |
| 7月  | 76.9 | 73.0 |
| 8月  | 77.1 | 74.1 |
| 9月  | 77.7 | 75.8 |
| 10月 | 78.1 | 75.3 |
| 11月 | 78.8 | 75.4 |
| 12月 | 79.5 | 75.4 |
| 平均 | 80.1 | 76.6 |
| ---- | ---- | ---- |

每月日照時數(1981-2010)
(單位：小時。指該地該時內有日射量等於或大於每平方公尺120瓦之日照時間，稱為一個日照時；太陽若被雲層遮擋，日射量會大幅減少，故當月日照時數多即表明晴天多)
| 月份 | 地名   | 地名   |
| 月份 | 淡水   | 台北   |
| 1月  | 80.8   | 80.6   |
| 2月  | 70.8   | 71.3   |
| 3月  | 85.8   | 89.6   |
| 4月  | 98.4   | 92.6   |
| 5月  | 134.1  | 113.7  |
| 6月  | 147.2  | 121.7  |
| 7月  | 216.8  | 179.0  |
| 8月  | 212.5  | 188.9  |
| 9月  | 167.0  | 153.7  |
| 10月 | 134.7  | 124.0  |
| 11月 | 103.7  | 99.4   |
| 12月 | 89.5   | 90.7   |
| 合計 | 1541.3 | 1405.2 |
| ---- | ------ | ------ |

可以發現，淡水相較於台北市區的氣候條件，在每月均溫較後者低約攝氏1度或以內，全年降雨量亦比後者少；但雨量卻在冬季11月~1月較集中；在濕度上略高於台北市區，唯數據上的差異並不明顯；但因冬季濕度略高、氣溫略低，加上首當東北季風的風雨吹拂，其感覺溫度會明顯低上許多。而在全年日照時數上，淡水亦長於台北市區。(以上資料來源交通部中央氣象局)空氣品質各項指標表現亦遠優於台北盆地。(比較淡水監測站與台北市區中山、松山等監測站歷年監測資料)

## 規劃
淡海新市鎮原屬於坡度平緩的台地、丘陵地形，除少部分臨海區域(尤其是填海造陸的部分)，其整體地勢較高，距海平面高度達三十餘公尺。由於在整地前符合山坡地特徵，因此以往該地建案均需依水土保持法第12條規定辦理。近來因此一規範無法反映當地實況，目前相關限制已逐步放寬，或者由政府進行山坡地變更作業，以方便後續開發。

## 現況隱憂與未來展望

### 供給量大 投機炒房猖獗
由於淡海新市鎮自2010年起，已連續三年房屋推案量居全台之冠，近年其交易量也不斷蟬聯大台北地區寶座，並因相對於大台北地區「低總價、低單價、低自備」的因素，造成大批投資客湧入，部分大型建案甚至傳出有投機份子爭食建商紅單(預約委託單)打算短線低買高賣的亂象，因此引起外界對本區房價泡沫的隱憂。

### 通勤代價高 聯外交通無法落實
目前左右本區房價的癥結除了以台北市中心為核心的漣漪效應外，主要還是中央與新北市政府近年數度發佈的重大交建設利多因素所致；但無論淡江大橋、淡北道路、淡海輕軌均存在至今無法明確的變數:這些建設除了面臨環保或地方團體強烈杯葛外(淡北道路目前已因綠黨王鐘銘等提行政訴訟，遭台北高等行政法院判決撤銷環評結論)，後兩者尚遭遇台北市政府的反對 - 台北市政府迄今仍無法接受淡北道路進入北市端的規劃，使得此一交通建設面臨腰斬的可能極大；而北市政府持股達七成具決策主導權的台北捷運公司也已宣布不參與淡海輕軌建設與營運，導致新北市政府必須與內政部營建署獨力負擔輕軌的建設與營運投入，無論從未來的營運規模與管理經驗角度看，淡海輕軌已不若當初政府原先預想般樂觀了。

### 二期開發案面臨拆遷戶抗爭與綠黨人士杯葛壓力
2013年6月，內政部營建署就淡海二期開發案辦理環境影響評估說明，引起當地拆遷戶不滿與地方民代及綠黨人士王鐘銘等強烈杯葛。由於事件持續進行中，今後是否形成淡海新市鎮後續整體開發的重大阻力，仍待觀察。

### 未來展望
由於盼望更多家庭移入，進而健全本區發展，因此即使是本區居民也多半希望淡海新市鎮能夠維持穩定緩漲趨勢，而不是坐視建商或投機炒客不斷藉由炒作交通題材翻升房價，造成不利淡海新市鎮永續發展的泡沫現象，因為過高房價非但不利人口移入，也可能因泡沫破滅導致資產損失。
2013年10月，財政部已開始關注淡水等地預售屋哄抬價格的情形，並施行嚴厲的查稅與貸款上限管制措施，相信將有助於本區的房價朝向穩建修正，這應是新市鎮居民所樂見的情形。
另外，內政部營建署也於2013年2月初提出了落實在地就業、在地就學及在地就養等以完善生活機能為目標的「修訂淡海新市鎮開發執行計畫」(草案)，並陳報行政院核定。此一草案若交付執行，料將健全淡海新市鎮的就業與生活機能，進而使本區逐步擺脫重度依賴連結台北市中心交通建設的衛星城市角色，對於本區發展實為重大里程碑。

## 交通

### 大眾運輸
台北捷運
- Template:淡水信義線：

從淡水站到台北車站的站間行駛時間約38分鐘。

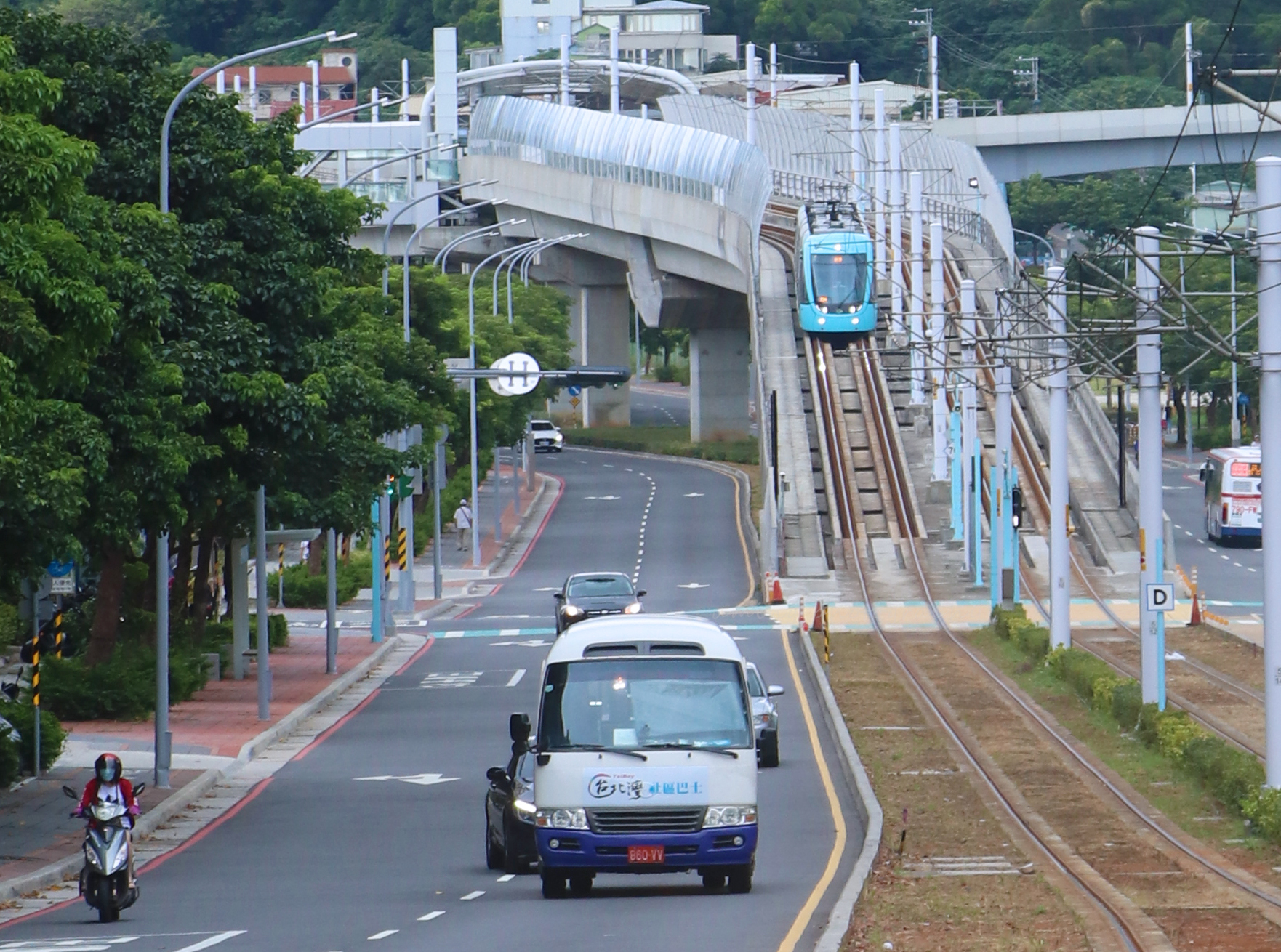
淡海輕軌
- 綠山線：

自捷運淡水線紅樹林站，沿中正東路、淡金路往北，再轉濱海路往西，至沙崙路轉往北至淡海新市鎮第一期第一開發區之北緣止。淡金公路路段採高架方式興建；進入淡海新市鎮區域則轉為地面方式興建。路線全長約7.34公里，共設置高架6座車站，平面4座車站。

- 藍海線（淡水漁人碼頭站-臺北海洋大學站已通車，淡水漁人碼頭站-淡水站乃在規劃中）：

自捷運淡水站，沿省道台2乙線往西布設，經紅毛城、古蹟園區、漁人碼頭、沙崙文化創意園區，沿11號計畫道路至新市鎮沙崙路後往北至機廠與綠山線共線；其中紅毛城至淡水站路段，目前除採平面單軌分別布設於中山路及淡水老街之建議方案外，並有替代方案以高架方式行經中山路（單軌雙向或雙軌雙向營運），共計三項方案，將視民眾接受度再行評估決定。路線全長約6.56公里，其中與綠山線共軌部分約1.21公里，共設置平面9座車站（不含與綠山線共線的3座車站）。

公車
- 往淡水站：

紅37、紅38、紅51、863、865、867、874、873、872、871、870
- 往紅樹林站：

淡海線先導公車、紅23

### 公路
- 主要聯外道路：

台2線（淡金公路）
台2乙線
縣道101號

### 其他聯外重大交通訊息
- 淡海輕軌：

2012年11月底核定，2013年4月開工，2018年(民國一○七年)完工。
- 淡水六號道：

已於2013年10月下旬完工通車。可銜接坪頂路與八勢路，紓解台二線車潮。
- 台61線（淡江大橋）：

2012年底完成環差審議，2014年底動工，全線預計於2024年底前完工通車。
- 淡北道路：

雖已於2012年12月由新北市朱立倫市長主持動土儀式(原定2014年12月完工)，但陸續發生環評爭議、沿線居民及利益團體抗議、北投區民代杯葛與台北市政府反對等，導致工程延宕至今。目前台北市政府提出台北端延伸到洲美快速道路、新北端增設關渡橋匝道等方案，新北市則表示願意配合實施。淡北道路開發案於2020年1月15日通過環保署二階環評，並已開始施工，預計將於2025年通車 本建設工程於2013年9月復遭綠黨王鐘銘等以環審瑕疵為由，向台北高等行政法院提起行政訴願，被判決撤銷環評。淡北道路工程已陷入可能全面停擺的命運。

- 淡海輕軌[43][44]擬連接八里：

新北市政府交通局於2013年3月11日，向媒體表示，將建議政府：“自淡海輕軌經淡江大橋跨越淡水河之後，轉往博物館路行經十三行博物館，再通過臺北港特定區計畫綠帶至商港路東側，以達最大經濟效益。”，但因台北市捷運局評估，蘆洲線不擬往五股、八里進行延伸，使得八里捷運成為只能透過淡海輕軌與市區捷運路網銜接的孤立線路。
- 芝投公路：

依報載芝投公路「以三芝區為起點，沿三芝都市計畫區東緣往南跨越八連溪、101縣道、大屯溪後，經過北新莊西側進入淡海新市鎮第二期開發區，再以隧道方式進入台北市北投區，跨越中央北路與大度路，銜接洲美快速道路，全長約十九點八公里」，後因台北市政府反對以及環評因素，導致計畫中止。唯公路總局有鑑於近年淡水發展迅速，聯外交通已不敷使用，因此在2013年2月下旬表示新北市政府已經在研擬重啟興建該項計畫。

## 民間投資及公共建設
- 淡水綜合行政大樓[48]

預定在臨近濱海路與中山北路二段路口興建綜合行政大樓，淡水地方行政機關將陸續由舊市區遷入，其中包括戶政、警政、地政、稅捐等機關在此聯合辦公。

- 新市國小

中山北路二段東側，綜合行政大樓對面；由於建校理念與硬體規劃完善，而有首招即滿額的入學盛況。

- 淡水國民運動中心[49]

近淡水綜合行政大樓，中山北路二段、濱海路一段路口。

- 公八公園

面積約3.84公頃，以自然生態公園方向規劃設計。
- 兒童遊樂場

面積約0.57公頃，以兒童遊樂設施為主。
- 公司田溪右岸自行車步道

沿業經整治的公司田溪右岸鋪設，自淡金公路，依次連結新市一路三段\中山北路口、外寮、公八公園、雙溪橋、賣菜崎古道等多處，在新市鎮內蜿蜒，為不可多得、同時結合自然、人文(公司田溪橋遺跡)的帶狀休憩區域。
- 燦坤3C家電量販：

位於中山北路二段東側，近新市一路三段路口。

- 家樂福淡新店：

鄰近淡水區綜合行政大樓，位於中山北路二段、濱海路口的鄰商用地，為地上4層、地下2層的大型購物商場，佔地約3,400坪，全棟為綠建築，並採複合式購物中心模式經營，除了家樂福本身的量販店外，尚包括美食商店街、七家大坪數主題餐廳，以及日本家具家飾連鎖店宜得利家居等進駐及日本知名烏龍麵店丸龜製麵。

- 麥當勞淡水新市餐廳：

位於淡金公路、新市一路三段西北角，為全台最大、占地近千坪的麥當勞旗艦餐廳，服務內容包含得來速、24小時營業與新型態 McCafe專業咖啡產品等。

- 全聯福利中心淡海中山店：

位於中山北路二段東側，近新市一路三段路口(即公司田段54地號，鄰燦坤3C北側)。
- 淡海美麗新廣場影城商圈:

位於義山路二段、新市五路三段路口，美麗新影城已於2018年12月12日開幕營運，美麗新廣場淡海館則是於2019年2月26日開幕營運。

## 大專院校
- 台北海洋科技大學（淡水校本部）
- 華夏科技大學（淡水校區）(規劃中)

## 宗教場所
- 淡江教會淡海堂 (淡江教會文教中心)
- 大福德宮
- 大庄萬善堂
- 淡水行忠宮
- 淡水太子廟
- 北投里福德宮
- 淡水正興宮

## 相關人士及組織
停止「淡海新市鎮第2期開發案」連署
 中國國民黨：
- 總統馬英九[55]
- 新北市長朱立倫[56]
- 前行政院長吳敦義[57]
- 前淡水區區長蔡葉偉[58]
- 前台北縣長周錫瑋[59]
- 前立法委員蔡正元[60]
- 前立法委員吳育昇

 民主進步黨：
- 民國101年總統候選人蔡英文[61]
- 前台北縣長尤清
- 前行政院長、前台北縣長蘇貞昌[62]

 親民黨：
- 前內政部長李鴻源[63]

無黨籍：
- 北投里里長李金城(已歿，目前由其妻張麗卿代理里長職務)

## 重要歷程
- 1990年，內政部確認淡海新市鎮特定區開發規劃，定名「淡海新市鎮特定區計畫」。
- 1994年，第一期工程動工。
- 2001，監察院就淡海及高雄新市鎮規畫及執行不力發佈糾正案予行政院，要求改善，行政院轄下各相關部會並就缺失進行檢討。
- 2006年，因土地徵收進度及人口移入與預期落差過大，經建會決議停止淡海新市鎮開發
- 2007年，台北縣決定重新開發淡海新市鎮，並爭取與中央合作開發。
- 2011年，中央政府宣示居住正義，提高住宅供給，全力開發淡海新市鎮。此外，為促進淡海新市鎮發展，內政部營建署在報請行政院核定後，將新市鎮全區劃出山坡地，使新市鎮全區建案將來可不受山坡地建築之規範限制。在區內曾因山坡地水土保持限制，而被迫延宕工程進度的前例有新市國小(原訂2011年1月動工，2012年8月招生，因新北市農業局認定為山坡地，致需因應提出水土保持計畫而延宕至2013年8月招生。
- 2012年，中央政府啟動第2期淡海新市鎮規劃，計畫於淡海新市鎮推2萬5,000戶合宜住宅，並發展輕軌捷運等聯外交通，其目標在建設淡海新市鎮為低碳生態城市。據報載，營建署為縮短新市鎮重啟後的開發時程，擬將原先規畫的第二、三期開發階段，併為一期兩區同時進行。[64][65][66][67]
- 2016年11月10日，新北市長朱立倫接受市議員蔡葉偉質詢， 承諾將接手續辦林口及淡海新市鎮後期開發。